# La Trinidad (Jalpa de Méndez)
La Trinidad es una ranchería del municipio de Jalpa de Méndez ubicado en la subregión centro del estado mexicano de Tabasco.

## Geografía
La localidad se ubica a 6.8 kilómetros (en dirección sur) de la localidad de Jalpa de Méndez, la cabecera y lugar más poblado del municipio. Se sitúa en las coordenadas geográficas 18°14′14″N 93°04′24″O / 18.237222, -93.073333, a una elevación de 3 metros sobre el nivel del mar.

## Demografía
Según el Conteo de Población y Vivienda 2020, efectuado por el Instituto Nacional de Estadística y Geografía, la localidad de La Trinidad tiene 948 habitantes, de los cuales 475 son del sexo masculino y 473 del sexo femenino. Su tasa de fecundidad es de 2.59 hijos por mujer y tiene 227 viviendas particulares habitadas.
| Gráfica de evolución demográfica de La Trinidad entre 1980 y 2020 |
|                                                                   |
| INEGI.                                                            |